# دانيال ويغنر
دانيال ويغنر (بالإنجليزية: Daniel Wegner)‏ هو عالم نفس وأستاذ جامعي أمريكي، ولد في 28 يونيو 1948 في كالغاري في كندا، وتوفي في 5 يوليو 2013 في وينتشتر ‏ في الولايات المتحدة بسبب تصلب جانبي ضموري.